# Tuonetar
Tuonetar är underjordens drottning i finsk mytologi. Hon är gift med Tuoni. Hon styr över dödens underjordiska rike Tuonela med sin make. De är föräldrar till en rad olika dödsgudar, bland dem Loviatar.